# Tobias Kuhn

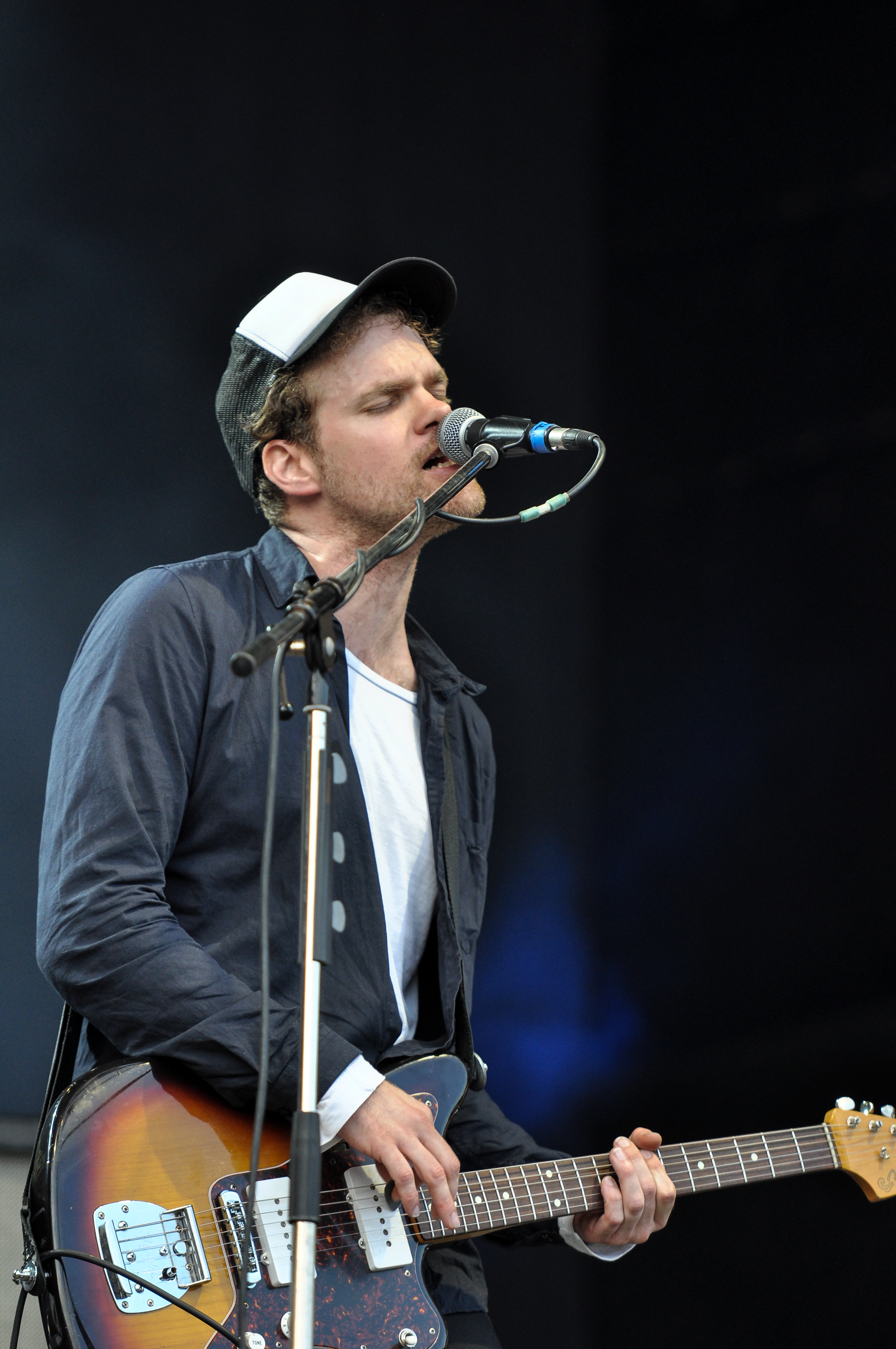
Tobias Kuhn an der Gitarre für Thees Uhlmann beim Greenville Festival 2013

Tobias Felix Kuhn (* 7. Januar 1975) ist ein deutscher Musiker, Singer-Songwriter, Filmkomponist und Musikproduzent.

## Leben
Tobias Kuhn ging in Cambridge in den Kindergarten, seine Schulzeit verbrachte er zunächst in Heidelberg, Peking und später in Würzburg, wo er 1992 zusammen mit einem Schulfreund die Band Miles gründete. Die Indie-Rock-Band veröffentlicht bis 2003 drei Alben und erreichte mit der Single Perfect World im Jahr 2000 einen Nummer-eins-Hit in Japan. 2004 rief Tobias Kuhn sein Soloprojekt Monta ins Leben. Beide Monta-Alben waren beliebte Kritikeralben. Unter anderem war Where circles begin Album of the Week in der The Sunday Times.
Kuhn produzierte im Jahr 2008 das Album Heureka für Tomte und wirkte dort zudem als Musiker an Gitarre und Bass mit. Im selben Jahr unterstützte er Udo Lindenberg als Koproduzent bei zwei Titeln auf dem Album Stark wie zwei und komponierte das Musikstück Ich zieh meinen Hut. Im Jahr 2008 schrieb er auch für den Wim-Wenders-Film Palermo Shooting zwei Monta-Songs. 2009 war er Koproduzent und musikalischer Leiter des Albums MTV Unplugged in New York der Sportfreunde Stiller. Im Jahr 2011 produzierte Tobias Kuhn das Debütalbum von Thees Uhlmann und schrieb mit Uhlmann die Musik. Im Jahr 2012 engagierten ihn Die Toten Hosen als Koproduzent für ihr Studioalbum Ballast der Republik. Verschiedene Lieder schrieb er für die Soundtracks der Kinderfilme Fünf Freunde, einer Neuverfilmung aus dem Jahr 2012 nach den Büchern von Enid Blyton; er war bei den Aufnahmen für den Soundtrack auch als Musiker aktiv.
Im Jahr 2012 schrieb und produzierte er mit dem schottischen Duo Martin & James in Los Angeles deren neues Album. Er komponierte die Musik zur Fernsehserie Add a Friend und komponierte unter anderem mit Leslie Clio und ihrem Produzenten Nikolai Potthoff den Song I Couldn’t Care Less. 2013 wirkte er als Komponist und Produzent für Adel Tawils Debüt-Single Lieder mit. Zusammen mit Peter Brugger schrieb er den Titelsong Mein Kopf spielt Bingo für den Film Rico, Oskar und die Tieferschatten.
Mit Nikolai Potthof und Kenzie May schrieb er unter dem Bandnamen „Mocki“ den Song Weekend, der auf dem französischen Label „Kitsune“ veröffentlicht wurde und im Jai Wolf-Remix Aufmerksamkeit erlangte. Im Frühjahr 2015 produzierte er mit Sacha Skarbek zusammen den britischen Künstler Kelvin Jones. In Zusammenarbeit mit Sebastian Wehlings schrieb er den Song Blaues Auge für Udo Lindenberg, erschienen auf dessen Album Stärker als die Zeit im Jahr 2016. Ab Sommer 2015 arbeitete er mit Clueso an dessen Album Neuanfang, das im Oktober 2016 auf Platz 1 der deutschen Albumcharts einstieg.
Im Jahr 2016 produzierte er zusammen mit der Band Milky Chance ihr zweites Album Blossom in Kassel, Rothenburg an der Fulda und Berlin und war im Jahr 2017 am Album Laune der Natur von Die Toten Hosen beteiligt. Anfang 2017 schrieb er zusammen mit Max Perner die Musik zum Kinofilm Amelie rennt, der im September 2017 in die Kinos kam. Des Weiteren schrieb Tobias Kuhn 2017 am Song Here With You mit, der gemeinschaftlichen Single der DJs Lost Frequencies & Netsky. Der Titel erreichte Platz 2 der Single-Charts in Belgien und wurde mit einer Platin-Schallplatte ausgezeichnet.
Als Co-Autor war Tobias Kuhn 2017 außerdem am Song Living In The City von Rhys Lewis beteiligt. Des Weiteren war er 2017 auch Co-Autor bei Mark Forsters Song Chöre und dem Song Einmal, der 2018 auf dem Album Liebe erschien und als Single ausgekoppelt wurde.
Außerdem produzierte Kuhn das Album Sturm & Dreck der Band Feine Sahne Fischfilet, das am 12. Januar 2018 über das Label Audiolith veröffentlicht wurde. Das Album stieg in den deutschen Charts auf Platz 3 ein. Die Zeitschrift Musikexpress schrieb dazu „Damit das aber harmonisch ansprechender klingen kann, wurde mit Tobias Kuhn (Ex-Miles) ein versierter Pop-Produzent engagiert – und das tut dem Projekt auf jeden Fall gut. Endlich muss man nicht mehr über Charme punkten, sondern besitzt nun auch den passgenauen Sound zur immer mehr freigespielten Stadion-Identität.“
Tobias Kuhn schrieb zudem als Co-Autor bei Alec Benjamins Song 1994 mit, der 2018 auf dem Album Narrated for you erschien. Des Weiteren arbeitete er als Co-Autor und Co-Produzent mit beim Song Karma auf der EP Launch von der Band Dreamers.
Er war 2018 zudem an der Produktion von vier Songs des aktuellen Bosse Albums beteiligt, unter anderem Augen zu Musik an und Ich warte auf dich, für die er auch Co-Autor war. Auf dem im Januar 2019 erschienenen Album Mint von Alice Merton schrieb Tobias Kuhn als Co-Autor beim Song Trouble in Paradise mit. Mit der Band Gurr produzierte und schrieb er außerdem den Song She Says, der im Februar 2019 veröffentlicht wurde. Außerdem schrieb und produzierte Kuhn 2018 mit dem deutschen Künstler Bosse drei Songs für sein Album Alles ist jetzt (Universal Music). Zu den veröffentlichten Singles gehörten Augen zu Musik an, Ich warte auf dich und Hometown.
Für den 2019 erschienenen Film Rocca – verändert die Welt (Warner Brothers) komponierte und schrieb Tobias Kuhn die Originaltitel. Ferner schreib er mit der australischen Band Winterbourne und Imbibe die Singles Take the Golden und Touchdown. Im September 2019 veröffentlichte Milky Chance ihr drittes Studio-Album Mind the moon, an dem Kuhn als Songwriter und Produzent mitarbeitete. Das Album wurde in Kassel, Berlin, Norwegen, Italien und Australien aufgenommen. Es gab unter anderem Features mit Tash Sultana (Daydreaming) und Jack Johnson (Don’t Let Me Down). Don’t Let Me Down erreichte Platz 1 der amerikanischen Tripple AAA Radio Charts. Im Anschluss schrieb und produzierte Kuhn mit der amerikanischen Band Dreamers den Song Die Happy, der die Top Ten der Alternative Radio Billboard Charts erreichte. Ebenfalls im September 2019 veröffentlichte Sarah Connor die Single Ich wünsch dir was (Universal Music), welche Kuhn mit ihr schrieb und produzierte. Mit Max Perner zusammen schrieb Kuhn die Filmmusik zu dem erfolgreichen Weimar-Tatort Die harte Kern, der im Jahr 2019 seine Premiere feierte.
Im Jahr 2020 arbeitete Kuhn als Co-Autor und Produzent der Single Tanzen von Clueso, die im April 2020 veröffentlicht wurde. Mit dem amerikanischen Künstler Noah Kahan schrieb er den Song Close Behind (Republic Records), dessen Veröffentlichung im Mai 2020 erfolgte. Außerdem arbeitete er mit der australischen Künstlerin Kate Miller Heidke an den Werken You can’t hurt me anymore und A quiet voice (EMI) und schrieb und co-produzierte mit dem neuseeländischen Künstler Harper Finn (und Cole Mgn) Norway und Dance away these days. Dance away these days erlangte Platz 2 in den neuseeländischen iTunes-Charts und Platz 2 in den neuseeländischen Radio-Charts. Im Frühsommer des Jahres produzierte er das Coveralbum Kitsch mit Annett Louisan in Wien, das Platz 7 der deutschen Charts erreichte. Eine weitere Veröffentlichung im Jahr 2020 war der Albumtrack Coast to Coast der norwegischen Künstlerin Dagny.
2021 schrieb er mit und co-produzierte den Song Bye Bye von Sarah Connor (Universal), Till I found you von dem südafrikanischen Künstler Jeremy Loops (Decca) und First day of my life vom belgischen Singer-Songwriter Milow. First day of my life ist außerdem der Titelsong des Kinderfilms Lauras Stern. Er schrieb auch die Filmmusik zu dem Jugendfilm Der Pfad, welcher mit dem deutschen Filmpreis ausgezeichnet wurde.
2022 erschien das Album 10 Tracks to Echo in the Dark der britischen Band The Kooks, welches Kuhn in London, Berlin und Wien mitschrieb und produzierte. Er produzierte in Wien und Italien auch das Album Jeder nur ein Kreuz der Münchner Band Sportfreunde Stiller.
Er war unter anderem als Co-Autor bei Live without it von der englischen Künstlerin Dylan, 27000 steps von dem englischen Künstler Casey Lowry, Blindside von Alice Merton und Troubled Man von Milky Chance beteiligt. Im selben Jahr schrieb er auch die Musik zur Amazon-Prime-Serie Love Addicts, welche Ende 2022 rauskam.
Des weiteren schrieb Kuhn mit der Englischen Band Tors ihren Song Anything Can Happen und mit der Künstlerin Katie Melua den Song Quiet Moves ihres neunten Studioalbums Love & Money.
Auch im deutschsprachigen Bereich blieb Kuhn weiterhin aktiv: Er schrieb mit dem deutschen Künstler Kasi dessen Song zwischen allem und nichts und schrieb und co-produzierte mit dem Münchner Künstler ENNIO die Singles „Allein“ und „Blitzlicht“.              Auch an dem im Mai 2024 erschienenen Song Brown Blue Eyes der deutschen Künstlerin Lena war Kuhn beteiligt  –  er schrieb ihn gemeinsam mit Philipp Steinke und Lena Meyer-Landruth.
Ebenfalls im Jahr 2024 brachte Kuhn dann sein drittes Album Pacific unter seinem Artist Namen Monta selbstständig heraus.
Anfang 2025 erschien der Song Howlin, den Kuhn mit dem amerikanischen Künstler und Interpreten Max Frost geschrieben hatte. Der Song wurde in einer Werbekampagne des Mobilfunkanbieters A1 benutzt.
Weiterhin involviert in der deutschen Newcomer Szene schrieb und produzierte Kuhn mit dem Schweizer Künstler Faber den Song Berlin Berlin Berlin, schrieb und co-produzierte mit der deutschen Band Zimmer90 die Songs Follow, Feel like we used to und Makes me wanna dance und war an einigen Songs des jungen Künstlers Jassin, sowie der jungen Künstlerin fyne beteiligt (darunter Feuerkind)
Mit der Australischen Band Spacey Jane schrieb er ferner den Song „Impossible To Say“ vom Album If That Makes Sense – Das Album (produziert von Mike Crossey) stieg im Mai 2025 auf Platz 2 in die Australischen Charts ein.
Des weiteren schrieb Kuhn mit Peter Brugger zusammen den Titelsong für die Thomas-Müller-Doku Einer wie sonst keiner, die auf Amazon Prime läuft, gemeinsam mit Philipp Steinke die Musik für die Amazon Prime Serie Drunter & Drüber, sowie mit Philipp Steinke und Peter Brugger vier Songs für den Sam Film / Constantin Kinderfilm Willow.
Kuhn arbeitete kürzlich in Warschau mit dem polnischen Künstler Dawid Podsiadlo, dessen Song „Pieknie Plyniesz“ im polnischen Radio auf die #1 ging. Zusätzlich schrieb er mit Kaska Sochaka und Dawid Podsiadlo eine Ep mit 7 Songs, die im Juni 2025 rauskam und Platz 1 der Polnischen Album Charts belegte.

## Diskografie (Auswahl)

### Autorenbeteiligungen und Produktionen
Kuhn schreibt oder produziert die meisten seiner Lieder selbst. Darüber hinaus ist er auch als Autor und Produzent für andere Interpreten tätig. Die folgende Tabelle beinhaltet alle Charterfolge in Deutschland, Österreich und der Schweiz, die Kuhn in seiner Funktion als Liedtexter oder Komponist als Autor (A) zusammengefasst sowie als Musikproduzent (P) feierte. Die Tabelle beinhaltet nur Single-Charterfolge, bei denen Kuhn als vollwertiger Produzent und nicht nur als Koproduzent fungierte. Die Tabelle gibt Auskunft über das Werk, den Interpreten sowie Details zur Veröffentlichung und Verkaufszahlen wieder.

| Jahr | Titel Interpretation                                                          | Höchstplatzierung, Gesamtwochen, AuszeichnungChartplatzierungen (Jahr, Titel, Interpretation, Platzierungen, Wochen, Auszeichnungen, Anmerkungen) | Höchstplatzierung, Gesamtwochen, AuszeichnungChartplatzierungen (Jahr, Titel, Interpretation, Platzierungen, Wochen, Auszeichnungen, Anmerkungen) | Höchstplatzierung, Gesamtwochen, AuszeichnungChartplatzierungen (Jahr, Titel, Interpretation, Platzierungen, Wochen, Auszeichnungen, Anmerkungen) | Anmerkungen                                                 |
| Jahr | Titel Interpretation                                                          | DE | AT | CH | Anmerkungen                                                 |
| ---- | ----------------------------------------------------------------------------- | --- | --- | --- | ----------------------------------------------------------- |
| 2000 | Perfect World A, P Miles                                                      | DE84 (8 Wo.)DE | — | — | Erstveröffentlichung: Juni 2000                             |
| 2008 | Der letzte große Wal P Tomte                                                  | DE56 (3 Wo.)DE | AT67 (5 Wo.)AT | — | Erstveröffentlichung: 19. September 2008                    |
| 2011 | Zum Laichen und Sterben ziehen die Lachse den Fluss hinauf A, P Thees Uhlmann | DE52 (7 Wo.)DE | — | — | Erstveröffentlichung: 19. August 2011                       |
| 2013 | I Couldn’t Care Less A Leslie Clio                                            | DE25 Gold · (26 Wo.)DE | AT25 (18 Wo.)AT | CH66 (2 Wo.)CH | Erstveröffentlichung: 25. Januar 2013 Verkäufe: + 150.000   |
| 2014 | Do They Know It’s Christmas? (Deutsche Version) P Band Aid 30 Germany         | DE1 (5 Wo.)DE | AT10 (3 Wo.)AT | CH21 (2 Wo.)CH | Erstveröffentlichung: 21. November 2014                     |
| 2015 | Call You Home P Kelvin Jones                                                  | DE61 Gold · (16 Wo.)DE | AT47 (11 Wo.)AT | — | Erstveröffentlichung: 17. Juli 2015 Verkäufe: + 200.000     |
| 2015 | Unsere Lieder A Adel Tawil                                                    | DE33 (6 Wo.)DE | — | — | Erstveröffentlichung: 14. August 2015                       |
| 2016 | Neuanfang A, P Clueso                                                         | DE48 (7 Wo.)DE | — | — | Erstveröffentlichung: 2. September 2016                     |
| 2016 | Chöre A Mark Forster                                                          | DE2 Platin · (37 Wo.)DE | AT2 Gold · (24 Wo.)AT | CH7 Gold · (37 Wo.)CH | Erstveröffentlichung: 28. Oktober 2016 Verkäufe: + 425.000  |
| 2016 | Cocoon P Milky Chance                                                         | DE34 Gold · (19 Wo.)DE | AT40 (12 Wo.)AT | CH86 (4 Wo.)CH | Erstveröffentlichung: 11. November 2016 Verkäufe: + 310.000 |
| 2018 | Einmal A Mark Forster                                                         | DE24 (18 Wo.)DE | AT39 (9 Wo.)AT | CH56 (8 Wo.)CH | Erstveröffentlichung: 5. Oktober 2018                       |
| 2020 | Tanzen A, P Clueso                                                            | DE58 (1 Wo.)DE | — | — | Erstveröffentlichung: 24. April 2020                        |
| 2020 | Bye Bye A, P Sarah Connor                                                     | DE32 (8 Wo.)DE | — | — | Erstveröffentlichung: 11. Dezember 2020                     |
| 2021 | Colorado P Milky Chance                                                       | DE28 Gold · (33 Wo.)DE | AT18 Platin · (25 Wo.)AT | CH83 (8 Wo.)CH | Erstveröffentlichung: 17. Juni 2021 Verkäufe: + 270.000     |
| 2021 | Stark A, P Sarah Connor                                                       | DE71 (1 Wo.)DE | — | — | Erstveröffentlichung: 13. August 2021                       |

### Filmmusik
- 2007: Vollidiot
- 2008: Sommer
- 2008: Palermo Shooting
- 2009: Lila Lila
- 2009: Wenn die Welt uns gehört
- 2010: Rock It!
- 2010: Mein Leben im Off
- 2011: Rubbeldiekatz
- 2011–2014: Add a Friend (Fernsehserie)
- 2012: Fünf Freunde
- 2013: Fünf Freunde 2
- 2014: Fünf Freunde 3
- 2014: Rico, Oskar und die Tieferschatten
- 2014: Von einem, der auszog, das Fürchten zu lernen
- 2015: Nussknacker und Mausekönig
- 2017: Amelie rennt
- 2019: Rocca verändert die Welt
- 2022: Der Pfad
- 2022: Love Addicts
- 2023: 791 km
- 2025: Drunter und Drüber – Chaos auf dem Friedhof (Fernsehserie)

### Bandbeteiligungen (Studioalben)
- Miles
  - 1994: Baboon
  - 1998: The Day I Vanished
  - 2000: Miles
  - 2003: Don’t let the Cold In

- Monta
  - 2004: Where Circles Begin
  - 2007: The Brilliant Masses

## Auszeichnungen

### Preise
- 2015: Deutscher Musikautorenpreis in der Kategorie „Komposition Pop“[11]
- 2017: Preis für Popkultur in der Kategorie „Lieblingsproduzent“[12]

### Auszeichnungen für Musikverkäufe
| Goldene Schallplatte - Kanada - 2017: für die Produktion Cocoon (Milky Chance) - 2022: für die Produktion Colorado (Milky Chance) - Niederlande - 2017: für die Autorenbeteiligung Here with You (Lost Frequencies & Netsky) | Platin-Schallplatte - Australien - 2017: für die Produktion Cocoon (Milky Chance) - Belgien - 2017: für die Autorenbeteiligung Here with You (Lost Frequencies & Netsky) |

Anmerkung: Auszeichnungen in Ländern aus den Charttabellen bzw. Chartboxen sind in ebendiesen zu finden.
| Land/RegionAuszeichnungen für Musikverkäufe (Land/Region, Auszeichnungen, Verkäufe, Quellen) | Gold     | Platin     | Verkäufe  | Quellen           |
| -------------------------------------------------------------------------------------------- | -------- | ---------- | --------- | ----------------- |
| Australien (ARIA)                                                                            | —        | Platin1    | 70.000    | aria.com.au       |
| Belgien (BRMA)                                                                               | —        | Platin1    | 30.000    | ultratop.be       |
| Deutschland (BVMI)                                                                           | 4× Gold4 | Platin1    | 1.150.000 | musikindustrie.de |
| Kanada (MC)                                                                                  | 2× Gold2 | —          | 80.000    | musiccanada.com   |
| Niederlande (NVPI)                                                                           | Gold1    | —          | 20.000    | nvpi.nl           |
| Österreich (IFPI)                                                                            | Gold1    | Platin1    | 45.000    | ifpi.at           |
| Schweiz (IFPI)                                                                               | Gold1    | —          | 10.000    | hitparade.ch      |
| Insgesamt                                                                                    | 9× Gold9 | 4× Platin4 |           |                   |